# Deltoide
|  | Aquest article tracta sobre un polígon. Si cerqueu el múscul, vegeu «Múscul deltoide». |

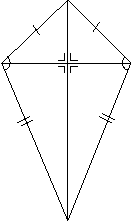

En geometria, un deltoide o estel és un quadrilàter no regular, els costats contigus del qual són iguals dos a dos. És un trapezoide amb dos parells de costats consecutius iguals, sent el primer parell de costats diferent al segon parell de costats, també conegut com a trapezoide simètric o com a trapezoide biisòsceles.
Les diagonals d'un deltoide es tallen formant un angle recte i, per tant, la seva àrea és igual al semiproducte de les diagonals, això és:
{\displaystyle A={\frac {d_{1}d_{2}}{2}}}
També es pot trobar l'àrea com {\displaystyle A=a\;b\;\sin \alpha }, en què {\displaystyle a} i {\displaystyle b} corresponen a la longitud dels costats diferents, i {\displaystyle \alpha } l'angle entre ells (com es mostra a la imatge). Si l'angle {\displaystyle \alpha } és recte, llavors es pot circumscriure una circumferència al deltoide, atès que per simetria al voltant de la diagonal més llarga es generen dos triangles rectangles congruents. En traçar la transversal de gravetat des del vèrtex corresponent a l'angle recte cap a la hipotenusa d'aquests triangles trobem el centre de la circumferència circumscrita que equidista dels vèrtexs dels dos triangles i, per tant, dels vèrtexs del deltoide.
Tot deltoide es pot circumscriure a una circumferència, atès que dues de les bisectrius dels seus angles coincideixen amb l'eix de simetria, al que les altres dues tallen en el mateix punt, que per tant es troba a la mateixa distància dels quatre costats. El deltoide pot ser còncau o convex, amb les mateixes propietats geomètriques. El deltoide còncau se sol anomenar punta de fletxa, mentre que el deltoide convex se sol anomenar estel (kite en anglès).
Les diagonals d'un deltoide convex determinen quatre triangles rectangles, dos a dos congruents.